# Siriusmo
Siriusmo (seudónimo del alemán Moritz Friedrich) es un productor de música. Sus sonidos se pueden describir como techno o electrónico e incluyen una gran variedad de samples.

## Biografía
Durante su carrera, que comenzó en el 2000 con el sencillo "Ne me quitte pas", Siriusmo creó una gran cantidad de temas. El productor berlinés publicó varios remixes de artistas más conocidos, como, por ejemplo, Kontact Me (Boys Noize), What you want (Housemeister), Silikon (Modeselektor), Night by Night (Chromeo), Les Femmes (Yelle), entre otros.   Formó parte de diferentes sellos discográficos, como Grand Petrol Recordings y Boys Noize Records, y actualmente trabaja en MonkeyTown Records. Su primer álbum fue creado en febrero del 2011, con el nombre de "Mosaik", en el cual se aprecia una mezcla de géneros como el techno, house, hip-hop y funk.
Uno de sus temas, High Together del álbum The Uninvited Guest, fue usado en la popular página de arte Tane.us.
Además de músico, también es ilustrador y artista de grafiti. En el 2012 editó "Doctor Beak's Rantanplant", que funcionó como sencillo para Enthusiast.

## Discografía

### Álbum
- 2008: Discoding (miniálbum) (Boys Noize Records)
- 2011: Mosaik (Monkeytown Records)
- 2013: Enthusiast (Monkeytown Records)
- 2017: Comic (Monkeytown Records)

### EP y sencillos
- 2000: Ne Me Quitte Pas (feat dana)(Mad Benton Records)
- 2002: …Is Wunderbar!(feat dana) (Bungalow)
- 2003: U Again (Endangered Music)
- 2003: Sirius (Sonar Kollektiv)
- 2004: Immer Wieder (feat dana)(Grand Petrol Recordings)
- 2005: W.O.W. (Grand Petrol Recordings)
- 2006: Ick Hab Wat Bessret Vor (Feat. Dana) (Bungalow)
- 2006: MiniRock (Grand Petrol Recordings)
- 2007: Allthegirls (Exploited)
- 2009: The Uninvited Guest EP (Monkeytown Records)
- 2009: 23 (One-Track mit Harry Axt als B-Seite) (Grand Petrol Recordings)
- 2010: The Plasterer Of Love EP (Monkeytown Records)
- 2011: Feromonikon / Signal (Monkeytown Records)
- 2012: Doctor Beaks Rantanplant EP (Monkeytown Records)
- 2013: Enthusiast Album Samplers (Monkeytown Records)
- 2017: Geilomant (Monkeytown Records)
- 2017: Where Was I? EP (Monkeytown Records)
- 2018: Zeit (Monkeytown Records)
- 2019: Extra (Monkeytown Records)

### Remixes
- 2002: Flash & Gordon - Ich Denk Nicht Immer
- 2003: Los Fancy Free - Voltage is OK!
- 2004: Bomfunk MC's - Hypnotic (Jan Driver & Siriusmo Doin It Again! Remix)
- 2004: Ben Mono - Protection
- 2005: Chikinki - Ether Radio (Jan Driver & Siriusmo - Bolt Remix)
- 2005: Christian Bruhn - Planet Der Kranken (Planet of Sick People)
- 2005: Christian Bruhn - Lass Uns Fliegen (Let Us Fly)
- 2005: Louie Austen - Heaven ((Jan Driver Remix), Remix produced by Siriusmo)
- 2006: Jan Driver - Bulldogg (Bullthug (Sirusmo Remix) & Bullfrog (Sirusmo Remix))
- 2006: Modeselektor - Silikon
- 2007: Jahcoozi - Double Barrel Name
- 2007: Simian Mobile Disco - It's the Beat
- 2007: Yelle - Les Femmes
- 2008: Boys Noize - & Down (Siriusmo vs. Boys Noize Mix)
- 2008: David Rubato - Circuit
- 2008: Digitalism - Echoes
- 2008: Housemeister - What You Want
- 2008: Idiotproof - Gorilla (Siriusmo's Ass of the Baboon Remix)
- 2008: Munk - The Rat Race
- 2008: Sido - Carmen
- 2008: The Puppetmastaz - So Scandalous
- 2009: Adam Freeland - Rock On
- 2009: Bag Raiders - Shooting Stars
- 2009: Bonaparte - Do You Want to Party (Siriusmo Remuch)
- 2009: Bonaparte - Who Took the Pill (Siriusmo Reprise)
- 2010: Breakbot - Baby I'm Yours
- 2009: Chromeo - Night by Night
- 2009: Modeselektor - 200007
- 2009: Modeselektor - Untitled
- 2009: The Shoes - People Movin'
- 2010: Bonaparte - Computer In Love (Siriusmo In Love Remix)
- 2010: Bodi Bill - I Like Holden Caulfield
- 2010: Bodi Bill - Tip Toe Walk
- 2010: Clare Maguire - Ain't Nobody (Siriusmo & Jan Driver Remix)
- 2010: Gossip - Heavy Cross
- 2010: Scissor Sisters - Invisible Light
- 2010: The Shoes - Stay The Same (Siriusmo & Jan Driver Remix)
- 2010: Vandroid - Master & Slave (Siriusmo 'Slave Disco' Remix)
- 2011: Boys Noize - Kontact Me
- 2011: Laing - Morgens Immer Mude
- 2011: Zombie Nation - Chickflick

### Colaboraciones
- 2016: Circus (con Jean-Michel Jarre)
- 2016: All Wet (con Mr. Oizo)